# 콜타르
콜타르(coal tar)란 석탄이나 코크스 등을 가열할 때 증류되어 나오는 물질을 가리킨다. 약 30도에서 180도 사이의 온도에서 액체 상태로 존재하며 3개 이상의 방향족 탄화수소 고리를 가진다.